# Larry Adler

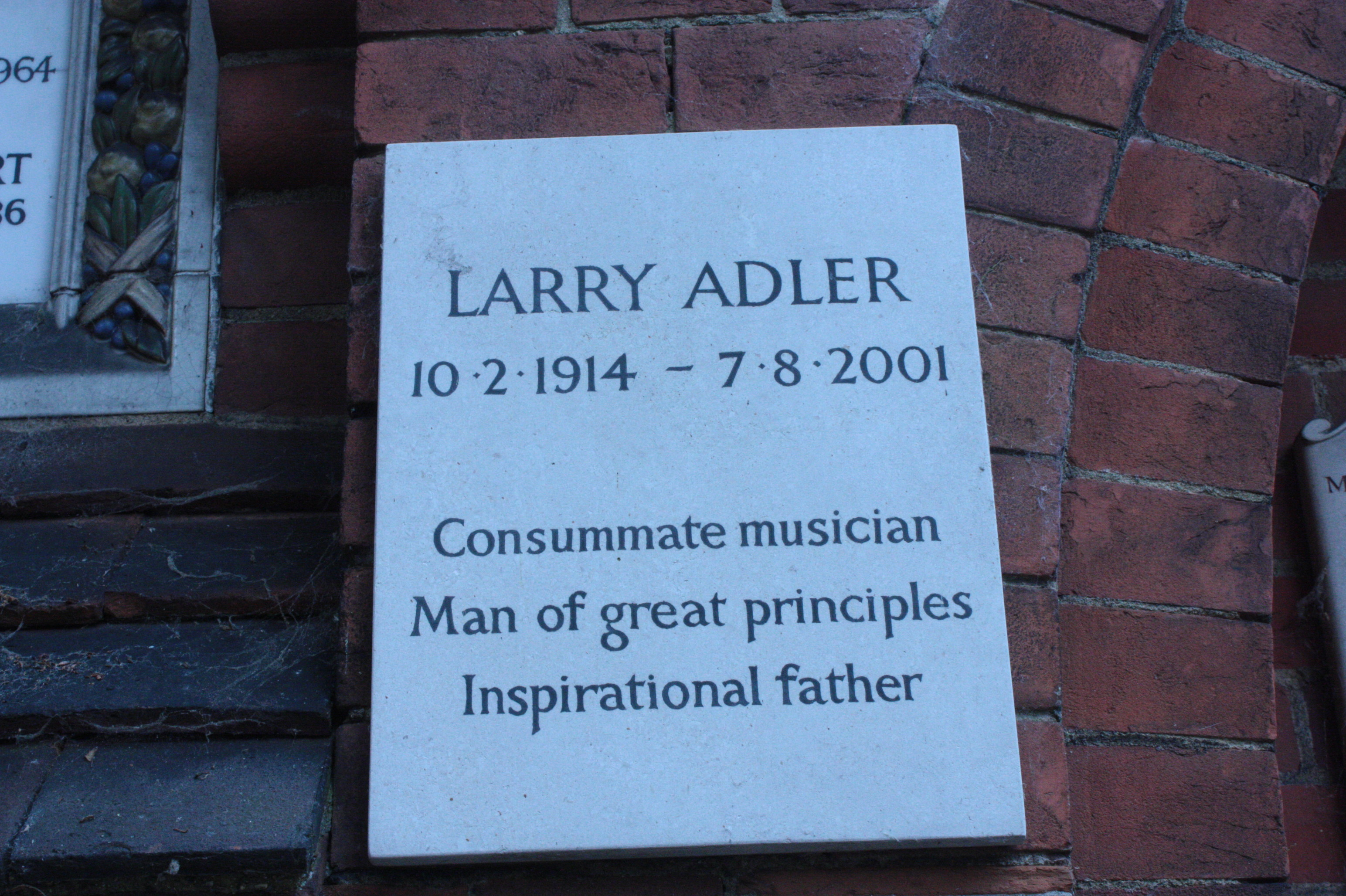
Placa commemorativa a Larry Adler, Golders Green Crematorium

Lawrence Cecil Adler (10 de febrer de 1914 - 6 d'agost de 2001) fou un intèrpret d'harmònica estatunidenc. Fou conegut per interpretar obres importants, com composicions de Ralph Vaughan Williams, Malcolm Arnold, Darius Milhaud i Arthur Benjamin. Més endavant col·laboraria amb Sting, Elton John, Kate Bush i Cerys Matthews.

## Primers anys
Adler va néixer a Baltimore, Maryland, fill de Sadie Hack i Louis Adler. Eren una família jueva. Es va graduar a la secundària del Baltimore City College. Va aprendre de manera autodidàctica a tocar l'harmònica, que ell anomenava orgue de boca. Va començar a tocar a nivell professional quan tenia 14 anys. El 1927 va guanyar un concurs patrocinat per Baltimore Sun, interpretant un minuet de Beethoven, i un any després es va escapar de casa seva a Nova York. Després de ser referit per Rudy Vallée, Adler va obtenir la seva primera obra de teatre i va cridar l'atenció del líder de l'orquestra Paul Ash, que va situar Adler en un acte de vodevil com "un nen pobre tocant per centaus".

## Carrera
D'allà va ser contractat per Florenz Ziegfeld i després per Lew Leslie de nou per interpretar un nen pobre. Va trencar amb aquest perfil i va aparèixer en un sopar d'etiqueta a la pel·lícula Paramount Many Happy Returns de 1934, i va ser contractat pel productor teatral CB Cochran per actuar a Londres. Es va convertir en una estrella al Regne Unit on, segons s'ha escrit, les vendes d'harmònica van augmentar 20 vegades i 300.000 persones es van unir a clubs de fans "
Adler va ser un dels primers intèrprets de l'harmònica a realitzar obres importants escrites per a l'instrument, sovint escrites per a ell: destaquen el Concert per a Harmònica i Orquestra "Caribbean" de Jean Berger (1941), Serenade de Cyril Scott (harmònica i piano, 1936), Romance in D-flat de Vaughan Williams per a orquestra de corda, piano i harmònica; estrenada a Nova York, 1952, Suite Anglais e Milhaud (París, 28 de maig de 1947), Concert dper a harmònica d'Arthur Benjamin (1953) i Concert de Harmonica de Malcolm Arnold, op. 46 (1954, escrit per a The Proms). Els va enregistrar tots, tret de Serenade de Scott, alguns d'ells més d'una vegada. Anteriorment, Adler havia interpretat transcripcions de peces d'altres instruments, com ara concerts de violí de Bach i Vivaldi: va interpretar el concert delviolí de Vivaldi amb la Simfònica de Sydney. Altres obres que va interpretar en arranjaments harmònics van ser de Bartók, Beethoven (Minuet en G), Debussy, Falla, Gershwin (Rhapsody in Blue), Mozart (moviment lent del Quartet, K. 470), Poulenc, Ravel (Boléro), Stravinsky i Walton.
Durant la dècada de 1940, Adler i el ballarí Paul Draper van crear un espectacle i van fer una gira nacional i internacional, interpretant individualment i junts a cada representació. Un dels números més populars era el "I Got Rhythm" de Gershwin. Durant l'època de McCarthy va ser acusat de ser comunista i es va negar a cooperar amb el Comitè d'Activitats Unamericanes (HUAC). Després d'haver estat afegit a la llista negra i una demanda faillda el 1950, es va traslladar al Regne Unit el 1951 i es va establir a Londres, on va romandre la resta de la seva vida. Una altra font indica que es va traslladar a Londres ja al 1949.
La pel·lícula de 1953 Genevieve li va portar una candidatura a l'Oscar pel seu treball a la banda sonora i una gran riquesa. El seu nom es va eliminar originalment dels crèdits als Estats Units a causa de la llista negra on l'havien afegit. Entre les altres partitures de la pel·lícula es va incloure A Cry from the Streets (1958), The Hellions (1961), The Hook (1963), King & Country (1964) i A High Wind in Jamaica (1965). També va obtenir un èxit amb el tema de la pel·lícula francesa de Jacques Becker Touchez pas au grisbi amb Jean Gabin, escrita per Jean Wiener.
Durant la dècada de 1950 Adler va actuar com a període de descans al programa de ràdio Goon Show.  El 1959, un crític de Village Voice va anomenar Adler "un gran artista" després de veure les seves actuacions dues vegades a la nit al Village Gate.
L'any 1994, per al seu 80è aniversari, Adler i George Martin vanproduir un àlbum de cançons de George Gershwin, The Glory of Gershwin, en el qual van interpretar "Rhapsody in Blue". El Glory de Gershwin va aconseguir el número 2 al UK Albums Chart del Regne Unit el 1994. Adler era músic i showman. Concerts per a The Glory de Gershwin van demostrar que era un pianista competent. Obria cada actuació amb el "Summertime" de Gershwin, tocant piano i harmònica simultàniament. L'àlbum va incloure a Peter Gabriel, Oleta Adams, Elton John, Sting, Jon Bon Jovi i Richie Sambora, Meat Loaf, Sinéad O'Connor, Robert Palmer, Cher, Kate Bush, Elvis Costello, Courtney Pine, Issy Van Randwyck, Lisa Stansfield i Carly Simon, tots van cantar melodies de Gershwin acompanyats d'orquestra i Adler afegint solos harmònics.

## Actuació, escriptura i ràdio en temps de guerra
Adler va aparèixer a cinc pel·lícules, inclosa Sidewalks of London (1938), en què interpretava un virtuós harmònic anomenat Constantine. Les seves altres aparicions al cinema van ser a Three Daring Daughters (1948) interpretant-se ell mateix; Music for Millions (1944) interpretant Larry; The Singing Marine (1937) interpretant Larry; i The Big Broadcast de 1937 (1936). Va ser un prolífic escriptor de cartes, la seva correspondència amb Private Eye es va popularitzar al Regne Unit. Adler va escriure una autobiografia, titulada It Ain't Necessently So el 1985, i va ser crític alimentari per a Harpers & Queen. Va aparèixer al programa de ràdio Jack Benny diverses vegades, entretenint a soldats discapacitats als Estats Units durant la Segona Guerra Mundial. Una altra biografia, Me and My Big Mouth va aparèixer el 1994, però va dir a The Free-Reed Journal : "Aquest és un llibre pèssim i no m'agrada; és fantasmal. . . . [Té] certa quantitat de material de fet, però l'autor trobava a faltar completament el meu estil i la meva veu. Per això odio el llibre. " 

## Vida personal
Adler es va casar amb Eileen Walser el 1952; van tenir dues filles i un fill. Es van divorciar el 1957. Es va casar amb Sally Kline el 1959; van tenir una filla, Marmoset. Es van divorciar el 1963. A la seva mort, a més dels seus fills, tenia dos nets i dos besnets. El seu fill Peter Adler dirigí la banda Action i altres a Dublín, Irlanda, a finals dels anys seixanta. Adler era ateu. El seu germà, Jerry Adler (1918–2010) també era un intèrpret d'harmònica.
Va morir de càncer a l'Hospital St Thomas, a Londres, als 87 anys, el 6 d'agost de 2001. Va ser cremat al Crematori de Golders Green, on romanen les seves cendres.